# コラリー・バートランド
- コラリー・ベルトラン

コラリー・バートランド（Coralie Bertrand、1994年4月10日 - ）は、フランスの女子ラグビー選手。

## プロフィール
- フランス・アヴィニョン出身[1]。
- ポジションはセンター(CTB)[2]。
- 身長 173cm、体重 66kg
- 女子フランス代表に選ばれたことがある[3]。

## 略歴
2021年、東京五輪の7人制女子フランス代表に選ばれて銀メダル獲得。
2024年、パリ五輪の7人制女子フランス代表に選ばれた。